# ميشيل كنودسن
ميشيل كنودسن (بالإنجليزية: Michelle Knudsen)‏ (1974)؛ كاتِبة، كاتبة للأطفال وروائية أمريكية.